# 빌헬미나 쿠퍼
빌헬미나 쿠퍼(Wilhelmina Cooper, 1939년 5월 1일 ~ 1980년 3월 1일)는 네덜란드계 미국인 모델이다.